# 스티브 러마퀀드
스티브 러마퀀드(Steve Le Marquand, 1967년 12월 26일 ~ )는 오스트레일리아의 배우이다.
퍼스에서 태어났다.

## 출연 작품
- 레드 독: 트루 블루 (2016년)
- 브로크 (2016년)
- 터미너스: 인류멸망의 시작 (2015년)
- 원 아이드 걸 (2014년)
- 킬 미 쓰리 타임즈 (2014년) - 샘 역
- 마지막 파티 (2012년)
- 비니스 힐 60 (2010년) - 서기트 빌 프레이저 역
- 프란스와 샤를 (2009년)
- 라즐 다즐 (2007년)
- 코코다 (2006년)
- 남태평양 (2001년)
- 멀릿 (2001년)
- 버티칼 리미트 (2000년) - 시릴 벤치 역
- 투 핸즈 (1999년)
- 블러드록 (1998년)
- 현상수배 (1997, Wanted)

### 텔레비전
- 파스케이프 (2002)